# Nasu Maiko
Nasu Maiko (那須 麻衣子, sinh ngày 31 tháng 7 năm 1984) là một cựu cầu thủ bóng đá nữ người Nhật Bản.

## Đội tuyển bóng đá nữ quốc gia Nhật Bản
Nasu Maiko thi đấu cho đội tuyển bóng đá nữ quốc gia Nhật Bản từ năm 2009 đến 2011.

## Thống kê sự nghiệp
| Nhật Bản  | Nhật Bản | Nhật Bản |
| Năm       | Trận     | Bàn      |
| --------- | -------- | -------- |
| 2009      | 2        | 0        |
| 2010      | 0        | 0        |
| 2011      | 1        | 0        |
| Tổng cộng | 3        | 0        |